# خونه مادربزرگه
خونهٔ مادربزرگه مجموعهٔ تلویزیونی برنامه عروسکی  ایرانی به کارگردانی مرضیه برومند بود که در سال ۱۳۶۶ منتشر شد. این مجموعه در ۲۵ قسمت ۱۵ تا ۲۵ دقیقه‌ای ساخته شده و چندین بار از شبکهٔ ۲ سیمای جمهوری اسلامی ایران پخش شده‌است.

## خلاصهٔ داستان
با ورود خانوادهٔ آقا حنایی و گل‌باقالی خانم به همراه دو جوجه فرزندشان، آرامش خونهٔ مادربزرگه برای مخمل (گربهٔ یکی‌یک‌دانهٔ مادربزرگه) به هم می‌ریزد.

## شخصیت‌ها
شخصیت‌های این برنامه عروسکی در زیر آمده‌اند:
- مادربزرگه: هنگامه مفید گویندهٔ شخصیت مادربزرگه است. مادربزرگه رئیس خانه و تکیه‌کلامش «جانِ قربان» است.
- مراد: مراد فرزند همسایه است که به مادربزرگه سر می‌زند. گویندهٔ این شخصیت راضیه برومند است.
- مخمل: گویندهٔ این شخصیت بهرام شاه‌محمدلو است. مخمل با خانوادهٔ آقا حنایی دشمنی دارد اما پس از به دنیا آمدن نبات به او علاقه پیدا می‌کند.
- آقا حنایی و گل‌باقالی خانوم: رضا بابک گویندهٔ آقا حنایی و فاطمه معتمدآریا گویندهٔ گل‌باقالی خانوم است.
- نوک‌سیاه و نوک‌طلا: آزاده پورمختار گویندهٔ نوک‌سیاه و مریم سعادت گویندهٔ نوک‌طلا است. این دو شخصیت فرزندان آقا حنایی و گل‌باقالی خانوم هستند.
- نبات: فاطمه معتمدآریا گویندهٔ این شخصیت است.
- هاپوکومار: این شخصیت در سری دوم به برنامه اضافه می‌شود و با لهجهٔ هندی صحبت می‌کند و منتظر «صاحب» است تا با او به خانه برود. تکیه‌کلام این شخصیت شعر «هی، هی، هی، هی، ...» است. گویندهٔ این شخصیت هرمز هدایت است.
- حلزون: این شخصیت اولین بار پس از باران در برنامه ظاهر می‌شود و آواز «به به عجب هوایی، چه آفتاب زیبایی…» را می‌خواند. نوک‌سیاه او را «آقای زون» صدا می‌کند. گویندهٔ این شخصیت مسعود کرامتی است.